# Jørgen Bøgh
Jørgen Bøgh (født 6. juni 1917 på Frederiksberg, død 26. december 1997 i Hørsholm) var højskolemand, seminarieforstander, domprovst og politiker. 
Han var søn af rektor Frederik Bøgh (1880-1967) og hustru Karen Margrethe, født Lauritzen (1887-1973). I 1941 blev han gift med norskfødte Louise Moe (f. 1913), datter af overlærer (Jar Skole ved Oslo) Jon Moe (1885-1972) og hustru Edvarda, f. Denstad (1887-1963). Han er far til bl.a. middelalderhistorikeren, lektor, dr.phil. Anders Bøgh, Aarhus Universitet (f. 1945).

## Engageret teologistuderende
Jørgen Bøgh begyndte at læse teologi i midten af 1930'erne og kom hurtigt med i kredsen omkring professor Hal Koch, som kom til at høre til hans store forbilleder. 
Bøgh var formand for Det teologiske Studenterråd 1939-40 og medlem af bestyrelsen for Kristeligt Studentersettlement 1937-39 samt af Dansk Ungdoms Samvirkes forretningsudvalg 1940-45.
Ved siden af studiet fungerede Jørgen Bøgh desuden som en meget anerkendt og idérig journalist på Kristeligt Dagblad, hvortil han var blevet rekrutteret af den karismatiske chefredaktør Gunnar Helweg-Larsen. Da denne måtte forlade sin stilling i 1941, delvist efter tysk pres og delvis som følge af uenigheder med indre missionske kræfter i avisens bestyrelse, forlod Bøgh den også og smækkede eftertrykkeligt med døren.

## Højskolelærer i Askov
Han blev cand.theol 1943 og blev herefter ansat som lærer ved Askov Højskole, hvor han virkede frem til 1949 under den kendte forstander J. Th. Arnfred og som del af en meget dynamisk lærerstab, der bl.a. også talte hans ven, litteraten Jens Kruuse. Under den tyske besættelses sidste del var Bøgh sammen med flere lærere og andre personer fra Askov-miljøet med i en illegal gruppe med tilknytning til den moderate modstandsgruppe Ringen, som Frode Jakobsen stod i spidsen for.

## Forstander for Den Frie Lærerskole
I 1949 blev Bøgh forstander for Den Frie Lærerskole i Ollerup og fungerede som sådan frem til 1952, hvor han måtte forlade posten efter en strid med lærerskolens traditionelle grundtvigianske kræfter, som var modstander af hans plan om at indføre en afsluttende prøve, der kunne kvalificere eleverne til at undervise i folkeskolen. Siden er problemet blevet løst gennem indførelse af den særlige Ollerupprøve.
Sideløbende med forstanderhvervet var Bøgh medlem af Ollerup Sogns menighedsråd fra 1949 og af bestyrelsen for Ollerup Friskole 1952-53.

## Chef for Forsvarets Civilundervisning
Efter tiden i Ollerup blev Bøgh 1952 leder af den civile forsøgsundervisning ved Holbæk Garnison, som var etableret som forberedelse til Den civile tjenestetidsundervisning under forsvaret (fra 1956: Forsvarets Civilundervisning), som Bøgh var chef for fra 1953 med titel af undervisningsinspektør. 
Jørgen Bøgh var i denne periode også medlem af Forsvarsministeriets udvalg vedr. opskoling af arbejdere i tjenestetiden (fra 1954) og af Undervisningsministeriets udvalg vedr. folkehøjskoler (fra 1955). Desuden var han formand for Dansk Flygtningehjælps undervisningsudvalg og tilsynsførende med undervisningen i de ungarske flygtningelejre 1956-57.

## Domprovst i Århus
Han fungerede i denne stilling i omtrent ti år frem til 1962, hvor kirkeminister Bodil Koch, hustru til hans gamle læremester Hal Koch, udnævnte ham til domprovst ved Århus Domkirke. Udnævnelsen vakte en del furore i kirkelige kredse, da Bøgh aldrig tidligere havde fungeret som præst, men han blev hurtigt en meget populær prædikant i Århus, og spillede en væsentlig rolle i byens liv gennem de følgende tyve års præstegerning. 
I 1973 fik han professor i praktisk teologi ved Aarhus Universitet Christian Thodberg til at fungere som sin ulønnede hjælpepræst mod til gengæld at få stillet en ledig præstebolig til rådighed. Thodberg blev i 1975 tillige udnævnt til kongelig konfessionarius. 

## Medlem af Europa-Parlamentet
Med baggrund i holdninger, som tog udgangspunkt i Hal Kochs grundtvigiansk prægede demokratiopfattelse og i et stærkt tilhørsforhold til nordisk kultur og samfundsopbygning, engagerede Jørgen Bøgh sig i modstanden imod dansk EF-medlemskab op til folkeafstemningen i 1972. Han blev tilknyttet Folkebevægelsen mod EF og blev indvalgt på organisationens liste ved det første direkte valg til Europa-Parlamentet i 1979. Sideløbende hermed fungerede han fortsat som domprovst på nedsat tid, men forlod stillingen i 1982. Han blev genvalgt ved Europa-Parlamentsvalget i 1984, men valgte at udtræde, da han fyldte 70 i 1987.

## Bøger
Jørgen Bøgh har skrevet en række bøger, bl.a. antologien Sønderjydske Digte og Sange (1947), Medborgerbogen (1960, grundbog til undervisningen i Forsvarets Civilundervisning), Den invaliderede folkekirke (1965), Kirken og kulturkløften (1967) samt erindringsbogen Alle mine kæpheste (1991).
Bøgh er begravet på Tibirke Kirkegård. 